# سروش علوی
سروش علوی (انگلیسی: Suroosh Alvi؛ زادهٔ ۲۶ مارس ۱۹۶۹) روزنامه نگار و فیلمساز کانادایی است. او یکی از بنیانگذاران وایس مدیا، یک برند رسانه دیجیتال و پخش است که در بیش از 50 کشور فعالیت می کند.